# Хотоза
Хотоза — річка в Україні, в Звягельському районі Житомирської області. Права притока Ужу (басейну Прип'яті).

## Опис
Довжина 15 км,похил річки — 2,2 м/км, площа басейну 87,6 км².

## Розташування
Починається на північно-західній стороні від села Антонівки. Має праву притоку Кунан, в неї також впадають більше 11 безіменних струмків по всій довжині. Хотоза тече на північний захід  через села Бобриця та понад Вікторівкою і на західній околиці села Вільхівка впадає в річку Уж, праву притоку Прип'яті.
У селі Бобриця річку перетинає автошлях Бараші — Хорошів — Топорище .

## Притоки
Кунан — річка, в Звягельському районі Житомирської області, права притока Хотози.
Довжина річки приблизно 12 км. Висота витоку річки над рівнем моря — 224 м; висота гирла річки над рівнем моря — 203 м; нахил річки 1,75 м/км. Кунан спочатку тече на захід понад Йосипівкою, а далі повертає на північний захід. У річку впадає більше 10 безіменних струмків. Поблизу південно-західної околиці села Вікторівка вона впадає в річку Хотозу.